# Secondo Conti
Secondo Conti (fl. XX secolo) è stato un calciatore italiano, di ruolo difensore.

## Carriera
Con il Pastore Torino disputa 10 gare nel campionato di Prima Divisione 1922-1923.